# 探偵事務所23 銭と女に弱い男
『探偵事務所23 銭と女に弱い男』（たんていじむしょツースリー ぜにとおんなによわいおとこ）1963年7月7日に公開された日本の映画である。監督は柳瀬観。主演は宍戸錠。日活制作。

## 概要
私立探偵の田島英俊に沖縄ルートで密輸されている銃を探るために密輸組織に挑む探偵事務所23シリーズ第2弾。

## キャスト
- 田島英雄： 宍戸錠
- 千秋：笹森礼子
- 宮城：葉山良二
- 熊谷：金子信雄
- 本城：郷鍈治
- バーのマスター：藤村有弘
- 張聞天：平田大三郎
- 劉植文：小池朝雄
- 西渡：二本柳寛
- 万里：星ナオミ
- 大里：伊藤寿章(澤村昌之助)
- 木田越実：山田禅二
- 堀内：土方弘
- 内田：江角英明
- 入江：初井言栄
- 宮城の子分：長弘
- 西渡の子分：榎木兵衛
- 宮城銃砲店支配人：八代康二
- 取り立てに来る中国人：光沢でんすけ(光でんすけ)
- 陳：山之辺潤一
- 西渡の子分：島村謙二(島村謙次)
- 刑事：緑川宏
- 市川：晴海勇三
- 婦警：椎名伸枝
- 西渡の子分：里実(大門実)
- 不明：河瀬正敏
- 蔡：玉井謙介
- 西渡の子分：高橋明
- 大里組組員：柴田新三
- 宮城銃砲店店員：沢美鶴
- 西渡の子分：山口養治
- キャバレー『ドラゴン』のボーイ：加村裕之
- 宮城の子分：林茂朗
- 大里組組員：赤司健介
- 記者：秋山耕志
- 富岡射撃場の係員：押見史郎
- 宮城の子分：藤井昭雄
- 不明：芹沢辰夫
- 冒頭で田島とベッドを共にした女：茂手木かすみ
- バーで田島を誘惑する女：深沢英子
- キャバレー『ドラゴン』のジャグラー：翁家トリオ
- 技斗：高瀬将敏

## スタッフ
- 監督：柳瀬観
- 助監督（第五）：八巻晶彦
- 原作：大藪春彦『探偵事務所23』
- 脚色：浅野辰雄、山中耕人
- 企画：芦田正蔵
- 撮影：藤岡粂信
- 音楽：池田正義
- 美術：小池一美
- 編集：辻井正則
- 録音：福島信雅
- スチル：荻野昇
- 照明：高橋勇
- 主題歌
  - 「探偵事務所23」
    - 作曲：小林潔
    - 作詞：宍戸錠
    - 編曲：池田正義
    - 歌唱：フランク赤木（曲中の台詞は宍戸錠と笹森礼子）